# 櫻井勝
櫻井 勝（さくらい まさる、1945年3月 - ）は、日本の警察官僚。退官後は、日本電気(NEC)やオープンハウスグループ等の様々な企業の役員を務めている。

## 概要
千葉県出身。東京大学経済学部卒業。1968年警察庁入庁。
一連のオウム真理教事件では警視庁公安部長として陣頭指揮を取ったが、小杉敏行巡査長の供述を隠蔽したとして更迭され、官房付となった。また井上幸彦警視総監が辞職。

## 略歴
- 1979年 - 在中華人民共和国日本国大使館二等書記官
- 1981年 - 在中華人民共和国日本国大使館一等書記官
- 1982年 - 警察庁警備局公安第一課（内閣官房内閣調査室）
- 1983年 - 警察庁警備局付（内閣官房内閣調査室）
- 1984年 - 警察庁警備局外事課理事官
- 1986年 - 警視庁公安部外事第一課長
- 1987年 - 警視庁公安部公安総務課長
- 1988年 - 警視庁第一方面部長
- 1989年 - 警視庁第一方面部長兼警務部参事官
- 1990年 - 警察庁警備局警備課長
- 1993年 - 群馬県警察本部長
- 1994年 - 警察庁警務局人事課長
- 1995年 - 警視庁公安部長
- 1997年 - 警察庁長官官房付
- 1998年 - 九州管区警察局長
- 1999年 - 近畿管区警察局長
- 2004年 - 警察庁退官。日本電気株式会社執行役員常務
- 2006年 - 日本電気株式会社顧問
- 2007年 - ジェーピーエヌ債権回収株式会社監査役
- 2007年 - 株式会社アトリウム監査役
- 2007年 - 株式会社クレディセゾン常勤監査役
- 2008年 - 株式会社コンチェルト監査役
- 2008年 - 株式会社雪国まいたけ顧問
- 2009年 - JPNホールディングス株式会社監査役
- 2018年 - 株式会社オープンハウス取締役